# Hamburger Sport-Verein 1991-1992
Questa voce raccoglie le informazioni riguardanti l'Hamburger Sport-Verein nelle competizioni ufficiali della stagione 1991-1992.

## Stagione
Nella stagione 1991-1992 l'Amburgo, allenato da Gerd-Volker Schock e Egon Coordes, concluse il campionato di Bundesliga al 12º posto. In Coppa di Germania l'Amburgo fu eliminato al secondo turno dal Werder Brema. In Coppa UEFA l'Amburgo fu eliminato agli ottavi di finale dal Sigma Olomouc.

## Rosa
| N. |                     | Ruolo | Calciatore           |
| -- | ------------------- | ----- | -------------------- |
| 1  | Germania (bandiera) | P     | Richard Golz         |
| 3  | Germania (bandiera) | D     | Stefan Schnoor       |
| 4  | Germania (bandiera) | D     | Carsten Kober        |
| 6  | Germania (bandiera) | C     | Jürgen Hartmann      |
| 21 | Germania (bandiera) | C     | Harald Spörl         |
|    | Germania (bandiera) | P     | Nils Bahr            |
|    | Germania (bandiera) | P     | Andreas Reinke       |
|    | Germania (bandiera) | D     | Holger Ballwanz      |
|    | Germania (bandiera) | D     | Dietmar Beiersdorfer |
|    | Germania (bandiera) | D     | Henning Hardt        |
|    | Germania (bandiera) | D     | Frank Rohde          |
|    | Germania (bandiera) | D     | Thomas Stratos       |

| N. |                     | Ruolo | Calciatore        |
| -- | ------------------- | ----- | ----------------- |
|    | Germania (bandiera) | C     | Jens Bochert      |
|    | Germania (bandiera) | C     | Jörg Bode         |
|    | Germania (bandiera) | C     | Detlev Dammeier   |
|    | Germania (bandiera) | C     | Armin Eck         |
|    | Polonia (bandiera)  | C     | Waldemar Matysik  |
|    | Germania (bandiera) | C     | Thomas von Heesen |
|    | Polonia (bandiera)  | A     | Ryszard Cyroń     |
|    | Germania (bandiera) | A     | Uwe Eckel         |
|    | Brasile (bandiera)  | A     | Émerson           |
|    | Polonia (bandiera)  | A     | Jan Furtok        |
|    | Brasile (bandiera)  | A     | Nando             |
|    | Germania (bandiera) | A     | Herbert Waas      |

## Organigramma societario
Area tecnica
- Allenatore: Egon Coordes
- Allenatore in seconda:
- Preparatore dei portieri:
- Preparatori atletici:

## Calciomercato

### Sessione estiva
| Acquisti | Acquisti        | Acquisti      | Acquisti |
| R.       | Nome            | da            | Modalità |
| -------- | --------------- | ------------- | -------- |
| A        | Ryszard Cyroń   | Górnik Zabrze |          |
| A        | Uwe Eckel       | Hannover 96   |          |
| A        | Émerson         | Guarani       |          |
| D        | Henning Hardt   | Holstein Kiel |          |
| C        | Jürgen Hartmann | Stoccarda     |          |
| A        | Herbert Waas    | Bologna       |          |

| Cessioni | Cessioni         | Cessioni    | Cessioni |
| R.       | Nome             | a           | Modalità |
| -------- | ---------------- | ----------- | -------- |
| C        | Thomas Doll      | Lazio       |          |
| A        | Andree Fincke    | Friburgo    |          |
| D        | Torsten Fröhling | St. Pauli   |          |
| C        | Sascha Jusufi    | Schalke 04  |          |
| A        | Michael Koch     | Hannover 96 |          |
| C        | Thorsten Kohn    | Wolfsburg   |          |

### Sessione invernale
| Acquisti | Acquisti | Acquisti | Acquisti |
| R.       | Nome     | da       | Modalità |
| -------- | -------- | -------- | -------- |

| Cessioni | Cessioni | Cessioni | Cessioni |
| R.       | Nome     | a        | Modalità |
| -------- | -------- | -------- | -------- |

## Risultati

### Bundesliga

#### Girone di andata
| Gelsenkirchen 3 agosto 1991, ore 15:30 CEST 1ª giornata | Schalke 04 | 0 – 0 referto | Amburgo | Parkstadion (54 200 spett.)\| Arbitro: \| Theobald \| |
| Arbitro:                                                | Theobald   |               |         |                                                       |

| Arbitro: | Albrecht |

|                     |           |  |
| Spörl 77’ Nando 83’ | Marcatori |  |

| Arbitro: | Best |

|                        |           |                                       |
| Wegmann 27’ Helmig 30’ | Marcatori | 67’ Nando 78’ Beiersdorfer 84’ Furtok |

| Arbitro: | Fux |

|                |           |                |
| von Heesen 11’ | Marcatori | 51’ Ordenewitz |

| Kaiserslautern 24 agosto 1991, ore 15:30 CEST 5ª giornata | Kaiserslautern | 0 – 0 referto | Amburgo | Fritz-Walter-Stadion (31 522 spett.)\| Arbitro: \| Heynemann \| |
| Arbitro:                                                  | Heynemann      |               |         |                                                                 |

| Arbitro: | Merk |

|  |           |                                      |
|  | Marcatori | 42’ Kula 61’ (rig.) Ritter 63’ Marin |

| Arbitro: | Dardenne |

|                           |           |            |
| Eck 49’ Furtok 53’ (rig.) | Marcatori | 75’ Yeboah |

| Arbitro: | Führer |

|              |           |                |
| Eckstein 53’ | Marcatori | 49’ von Heesen |

| Arbitro: | Berg |

|         |           |  |
| Eck 45’ | Marcatori |  |

| Arbitro: | Schmidhuber |

|                       |           |                        |
| Lusch 5’ Poschner 18’ | Marcatori | 13’ (rig.), 73’ Furtok |

| Arbitro: | Weber |

|          |           |               |
| Spörl 4’ | Marcatori | 37’ Frontzeck |

| Arbitro: | Strigel |

|        |           |  |
| Max 3’ | Marcatori |  |

| Arbitro: | Neuner |

|  |           |          |
|  | Marcatori | 74’ Sané |

| Arbitro: | Habermann |

|            |           |           |
| Buncol 65’ | Marcatori | 81’ Rohde |

| Arbitro: | Boos |

|         |           |           |
| Eck 66’ | Marcatori | 76’ Woelk |

| Arbitro: | Ziller |

|                                        |           |         |
| Schütterle 2’, 4’ Rolff 86’ Scholl 88’ | Marcatori | 57’ Eck |

| Arbitro: | Löwer |

|  |           |             |
|  | Marcatori | 22’ Hermann |

| Arbitro: | Föckler |

|            |           |                     |
| Bodden 59’ | Marcatori | 27’ Bode 71’ Furtok |

| Arbitro: | Theobald |

|           |           |             |
| Rohde 80’ | Marcatori | 57’ Demandt |

#### Girone di ritorno
| Arbitro: | Scheuerer |

|                 |           |                 |
| Furtok 64’, 71’ | Marcatori | 90’ Christensen |

| Arbitro: | Assenmacher |

|                                            |           |  |
| Hartmann 20’ (aut.) Rösler 37’ Kmetsch 83’ | Marcatori |  |

| Amburgo 13 dicembre 1991, ore 19:00 CET 22ª giornata | Amburgo   | 0 – 0 referto | Bochum | Volksparkstadion (10 000 spett.)\| Arbitro: \| Steinborn \| |
| Arbitro:                                             | Steinborn |               |        |                                                             |

| Colonia 8 febbraio 1992, ore 15:30 CET 23ª giornata | Colonia | 0 – 0 referto | Amburgo | Müngersdorfer Stadion (19 000 spett.)\| Arbitro: \| Neuner \| |
| Arbitro:                                            | Neuner  |               |         |                                                               |

| Arbitro: | Aust |

|  |           |           |
|  | Marcatori | 75’ Kuntz |

| Arbitro: | Krug |

|          |           |          |
| Keim 52’ | Marcatori | 23’ Waas |

| Arbitro: | Prengel |

|                         |           |          |
| Möller 13’ Andersen 59’ | Marcatori | 67’ Waas |

| Arbitro: | Dardenne |

|  |           |                          |
|  | Marcatori | 15’ Zietsch 52’ Eckstein |

| Arbitro: | Föckler |

|                        |           |  |
| Wohlfarth 88’ Thon 90’ | Marcatori |  |

| Arbitro: | Fux |

|            |           |               |
| Furtok 33’ | Marcatori | 28’ Chapuisat |

| Arbitro: | Stenzel |

|                                    |           |              |
| Walter 14’ (rig.), 58’ Gaudino 81’ | Marcatori | 20’, 85’ Eck |

| Arbitro: | Fröhlich |

|        |           |  |
| Eck 9’ | Marcatori |  |

| Arbitro: | Best |

|          |           |           |
| Fink 77’ | Marcatori | 45’ Rohde |

| Arbitro: | Gläser |

|           |           |              |
| Cyroń 73’ | Marcatori | 50’ Herrlich |

| Arbitro: | Schmidhuber |

|  |           |           |
|  | Marcatori | 80’ Rohde |

| Arbitro: | Habermann |

|  |           |           |
|  | Marcatori | 12’ Fritz |

| Arbitro: | Albrecht |

|          |           |         |
| Kohn 20’ | Marcatori | 58’ Eck |

| Arbitro: | Dellwing |

|             |           |  |
| Émerson 66’ | Marcatori |  |

| Arbitro: | Boos |

|         |           |  |
| Hey 52’ | Marcatori |  |

### Coppa di Germania
| Arbitro: | Föckler |

|                        |           |           |
| Rufer 3’ Kohn 28’, 30’ | Marcatori | 7’ Furtok |

### Coppa UEFA
| Arbitro: | Hartmann |

|           |           |           |
| Eckel 79’ | Marcatori | 48’ Jegor |

| Arbitro: | Aladrén |

|  |           |                               |
|  | Marcatori | 60’, 79’ von Heesen 82’ Spörl |

| Arbitro: | Khusainov |

|                |           |  |
| Rohde 36’, 88’ | Marcatori |  |

| Arbitro: | Pezzella |

|                     |           |                                           |
| Dimitrov 43’ (rig.) | Marcatori | 33’, 83’ Spörl 55’ (rig.) Furtok 86’ Bode |

| Arbitro: | Damgaard |

|            |           |                |
| Furtok 21’ | Marcatori | 10’, 45’ Hapal |

| Arbitro: | Petrović |

|                                         |           |           |
| Kerbr 13’ Hapal 64’ Látal 76’ Hanuš 76’ | Marcatori | 60’ Spörl |

## Statistiche

### Statistiche di squadra
| Competizione      | Punti | In casa | In casa | In casa | In casa | In casa | In casa | In trasferta | In trasferta | In trasferta | In trasferta | In trasferta | In trasferta | Totale | Totale | Totale | Totale | Totale | Totale | DR  |
| Competizione      | Punti | G       | V       | N       | P       | Gf      | Gs      | G            | V            | N            | P            | Gf           | Gs           | G      | V      | N      | P      | Gf     | Gs     | DR  |
| ----------------- | ----- | ------- | ------- | ------- | ------- | ------- | ------- | ------------ | ------------ | ------------ | ------------ | ------------ | ------------ | ------ | ------ | ------ | ------ | ------ | ------ | --- |
| Bundesliga        | 34    | 19      | 6       | 7       | 6       | 15      | 17      | 19           | 3            | 9            | 7            | 17           | 26           | 38     | 9      | 16     | 13     | 32     | 43     | -11 |
| Coppa di Germania | -     | 0       | 0       | 0       | 0       | 0       | 0       | 1            | 0            | 0            | 1            | 1            | 3            | 1      | 0      | 0      | 1      | 1      | 3      | -2  |
| Coppa UEFA        | -     | 3       | 1       | 1       | 1       | 4       | 3       | 3            | 2            | 0            | 1            | 8            | 5            | 6      | 3      | 1      | 2      | 12     | 8      | +4  |
| Totale            | 34    | 22      | 7       | 8       | 7       | 19      | 20      | 23           | 5            | 9            | 9            | 26           | 34           | 45     | 12     | 17     | 16     | 45     | 54     | -9  |

### Andamento in campionato
| Giornata  | 1  | 2 | 3 | 4 | 5 | 6  | 7 | 8 | 9 | 10 | 11 | 12 | 13 | 14 | 15 | 16 | 17 | 18 | 19 | 20 | 21 | 22 | 23 | 24 | 25 | 26 | 27 | 28 | 29 | 30 | 31 | 32 | 33 | 34 | 35 | 36 | 37 | 38 |
| --------- | -- | - | - | - | - | -- | - | - | - | -- | -- | -- | -- | -- | -- | -- | -- | -- | -- | -- | -- | -- | -- | -- | -- | -- | -- | -- | -- | -- | -- | -- | -- | -- | -- | -- | -- | -- |
| Luogo     | T  | C | T | C | T | C  | C | T | C | T  | C  | T  | C  | T  | C  | T  | C  | T  | C  | C  | T  | C  | T  | C  | T  | T  | C  | T  | C  | T  | C  | T  | C  | T  | C  | T  | C  | T  |
| Risultato | N  | V | V | N | N | P  | V | N | V | N  | N  | P  | P  | N  | N  | P  | P  | V  | N  | V  | P  | N  | N  | P  | N  | P  | P  | P  | N  | P  | V  | N  | N  | V  | P  | N  | V  | P  |
| Posizione | 13 | 4 | 2 | 3 | 5 | 10 | 5 | 7 | 3 | 5  | 5  | 5  | 9  | 10 | 9  | 11 | 14 | 12 | 12 | 9  | 11 | 10 | 10 | 10 | 11 | 12 | 15 | 16 | 16 | 16 | 15 | 15 | 14 | 11 | 13 | 13 | 11 | 12 |

Legenda:

Luogo: C = Casa; T = Trasferta. Risultato: V = Vittoria; N = Pareggio; P = Sconfitta.

### Statistiche dei giocatori
| Giocatore       | Bundesliga | Bundesliga | Bundesliga  | Bundesliga | Coppa di Germania | Coppa di Germania | Coppa di Germania | Coppa di Germania | Coppa UEFA | Coppa UEFA | Coppa UEFA  | Coppa UEFA | Totale   | Totale | Totale      | Totale     |
| Giocatore       | Presenze   | Reti       | Ammonizioni | Espulsioni | Presenze          | Reti              | Ammonizioni       | Espulsioni        | Presenze   | Reti       | Ammonizioni | Espulsioni | Presenze | Reti   | Ammonizioni | Espulsioni |
| --------------- | ---------- | ---------- | ----------- | ---------- | ----------------- | ----------------- | ----------------- | ----------------- | ---------- | ---------- | ----------- | ---------- | -------- | ------ | ----------- | ---------- |
| N. Bahr         | 7          | 0          | 0           | 0          | 0                 | 0                 | 0                 | 0                 | 1          | 0          | 0           | 0          | 8        | 0      | 0           | 0          |
| H. Ballwanz     | 4          | 0          | 0           | 0          | 0                 | 0                 | 0                 | 0                 | 1          | 0          | 0           | 0          | 5        | 0      | 0           | 0          |
| D. Beiersdorfer | 34         | 1          | 8           | 1          | 1                 | 0                 | 0                 | 0                 | 5          | 0          | 2           | 0          | 40       | 1      | 10          | 1          |
| J. Bochert      | 0          | 0          | 0           | 0          | 0                 | 0                 | 0                 | 0                 | 1          | 0          | 0           | 0          | 1        | 0      | 0           | 0          |
| J. Bode         | 31         | 1          | 3           | 0          | 1                 | 0                 | 1                 | 0                 | 5          | 1          | 2           | 0          | 37       | 2      | 6           | 0          |
| R. Cyroń        | 13         | 1          | 1           | 0          | 0                 | 0                 | 0                 | 0                 | 0          | 0          | 0           | 0          | 13       | 1      | 1           | 0          |
| D. Dammeier     | 15         | 0          | 1           | 0          | 1                 | 0                 | 0                 | 0                 | 2          | 0          | 0           | 0          | 18       | 0      | 1           | 0          |
| A. Eck          | 36         | 8          | 4           | 0          | 1                 | 0                 | 0                 | 0                 | 6          | 0          | 0           | 0          | 43       | 8      | 4           | 0          |
| U. Eckel        | 10         | 0          | 0           | 0          | 0                 | 0                 | 0                 | 0                 | 4          | 1          | 0           | 0          | 14       | 1      | 0           | 0          |
| J. Furtok       | 30         | 8          | 0           | 0          | 1                 | 1                 | 0                 | 0                 | 6          | 2          | 0           | 0          | 37       | 11     | 0           | 0          |
| R. Golz         | 30         | 0          | 0           | 0          | 1                 | 0                 | 0                 | 0                 | 6          | 0          | 0           | 1          | 37       | 0      | 0           | 1          |
| H. Hardt        | 0          | 0          | 0           | 0          | 0                 | 0                 | 0                 | 0                 | 0          | 0          | 0           | 0          | 0        | 0      | 0           | 0          |
| J. Hartmann     | 36         | 0          | 5           | 0          | 1                 | 0                 | 0                 | 0                 | 6          | 0          | 1           | 0          | 43       | 0      | 6           | 0          |
| C. Kober        | 35         | 0          | 10          | 0          | 1                 | 0                 | 0                 | 0                 | 6          | 0          | 0           | 0          | 42       | 0      | 10          | 0          |
| W. Matysik      | 35         | 0          | 2           | 1          | 1                 | 0                 | 0                 | 0                 | 5          | 0          | 0           | 0          | 41       | 0      | 2           | 1          |
| N. Nando        | 24         | 2          | 0           | 0          | 1                 | 0                 | 0                 | 0                 | 5          | 0          | 1           | 0          | 30       | 2      | 1           | 0          |
| A. Reinke       | 1          | 0          | 0           | 0          | 0                 | 0                 | 0                 | 0                 | 0          | 0          | 0           | 0          | 1        | 0      | 0           | 0          |
| F. Rohde        | 37         | 4          | 8           | 0          | 1                 | 0                 | 0                 | 0                 | 6          | 2          | 0           | 0          | 44       | 6      | 8           | 0          |
| S. Schnoor      | 5          | 0          | 1           | 0          | 0                 | 0                 | 0                 | 0                 | 0          | 0          | 0           | 0          | 5        | 0      | 1           | 0          |
| H. Spörl        | 34         | 2          | 4           | 0          | 1                 | 0                 | 0                 | 0                 | 6          | 4          | 0           | 0          | 41       | 6      | 4           | 0          |
| T. Stratos      | 10         | 0          | 0           | 0          | 0                 | 0                 | 0                 | 0                 | 2          | 0          | 0           | 0          | 12       | 0      | 0           | 0          |
| H. Waas         | 33         | 2          | 0           | 0          | 0                 | 0                 | 0                 | 0                 | 0          | 0          | 0           | 0          | 33       | 2      | 0           | 0          |
| T. von Heesen   | 26         | 2          | 4           | 0          | 1                 | 0                 | 0                 | 0                 | 5          | 2          | 0           | 0          | 32       | 4      | 4           | 0          |
| É. Émerson      | 4          | 1          | 0           | 0          | 0                 | 0                 | 0                 | 0                 | 0          | 0          | 0           | 0          | 4        | 1      | 0           | 0          |